# Jessie Ware
Jessica Lois Ware (Brixton, 15 de outubro de 1984), conhecida como Jessie Ware, é uma cantora e compositora inglesa mais conhecida pelo single de 2012 "Running", gravado pelo selo PMR Records. Jessie também é reconhecida pelo seu trabalho como backing-vocal do músico SBTRKT. Ware é constantemente comparada com outros músicos, como a cantora Sade, e apelidada pelo The Guardian como a resposta britânica à Aaliyah.

## Carreira
Jessie iniciou a carreira trabalhando como jornalista no The Jewish Chronicle, no editorial de esportes do The Daily Mirror e nos bastidores da Love Productions. Lá, chegou a ser colega de Erika Leonard, também conhecida como E.L. James, a autora de Fifty Shades of Grey, com quem Jessie veio a trabalhar posteriormente na trilha sonora oficial da adaptação aos cinemas. 

### 2017–presente:Glasshouse
Em meados de julho de 2017, Jessie Ware anunciou o lançamento oficial do single Midnight. A cantora também lançou um clipe para música em seu canal no YouTube. Em seguida, no final de agosto, Ware lançou o segundo single, Selfish Love, que também ganhou um clipe, servindo como o seguimento do primeiro single, Midnight. Os videos foram gravados na cidade de Mallorca, na Espanha, em junho de 2017, durante o verão europeu. Os videoclipes foram dirigidos por Tom Beard, que havia sido o diretor visual de How Big, How Blue, How Beautiful de Florence and the Machine. Após os singles lançados, Jessie anunciou o título do terceiro álbum, Glasshouse, que conta com a participação de produtores como Francis and the Lights, Ed Sheeran, Cashmere Cat, Julia Michaels, entre outros. No início de setembro, Jessie fez uma série de quatro shows em quatro noites seguidas em Islington para divulgar o novo trabalho, cantando algumas canções inéditas. Ware chegou a receber o prefeito de Londres, Sadiq Khaan, fã declarado da cantora.   
O novo álbum teve o lançamento e a tracklist divulgadas em 13 de setembro de 2017 e é o terceiro em parceria com o selo Island/PMR. Conta com doze canções inéditas e cinco faixas extras na versão Deluxe, incluindo a faixa Till The End, lançada anteriormente para o filme Como Eu Era Antes De Você e três canções em versões acústicas. O terceiro single, Alone, foi lançado com a pré-venda oficial do álbum em 14 de setembro.

## Discografia

### Álbuns
- Devotion (2012)
- Tough Love (2014)
- Glasshouse (2017)
- What's Your Pleasure? (2020)
- That! Feels Good! (2023)

## Prêmios
| Year | Award                      | Award category             | Nominee  | Result    | Ref. |
| ---- | -------------------------- | -------------------------- | -------- | --------- | ---- |
| 2012 | MOBO Awards                | Best Female                | N/A      | Nominated |      |
| 2012 | MOBO Awards                | Best Newcomer              | N/A      | Nominated |      |
| 2012 | Mercury Prize              | Album of the Year          | Devotion | Nominated |      |
| 2013 | BRIT Awards                | British Female Solo Artist | N/A      | Nominated |      |
| 2013 | BRIT Awards                | British Breakthrough       | N/A      | Nominated |      |
| 2013 | South Bank Sky Arts Awards | Pop Music                  | Devotion | Won       |      |
| 2013 | MOBO Awards                | Best Female Act            | N/A      | Nominated |      |
| 2013 | MOBO Awards                | Best R&B/Soul Act          | N/A      | Nominated |      |
| 2015 | BRIT Awards                | British Female Solo Artist | N/A      | Nominated |      |